# Glaucoclystis immixtaria
Glaucoclystis immixtaria là một loài bướm đêm thuộc họ Geometridae. Nó là loài duy nhất được tìm thấy ở Sri Lanka, quần đảo Chagos, Queensland và Fiji. It could prove to be more widely distributed, with populations in more seasonally dry habitats such as Java và quần đảo Nusa Tenggara.